# 47708 Jimhamilton
47708 Jimhamilton è un asteroide della fascia principale. Scoperto nel 2000, presenta un'orbita caratterizzata da un semiasse maggiore pari a 2,9728775 au e da un'eccentricità di 0,0689254, inclinata di 10,33658° rispetto all'eclittica.